# نشر مكتبي

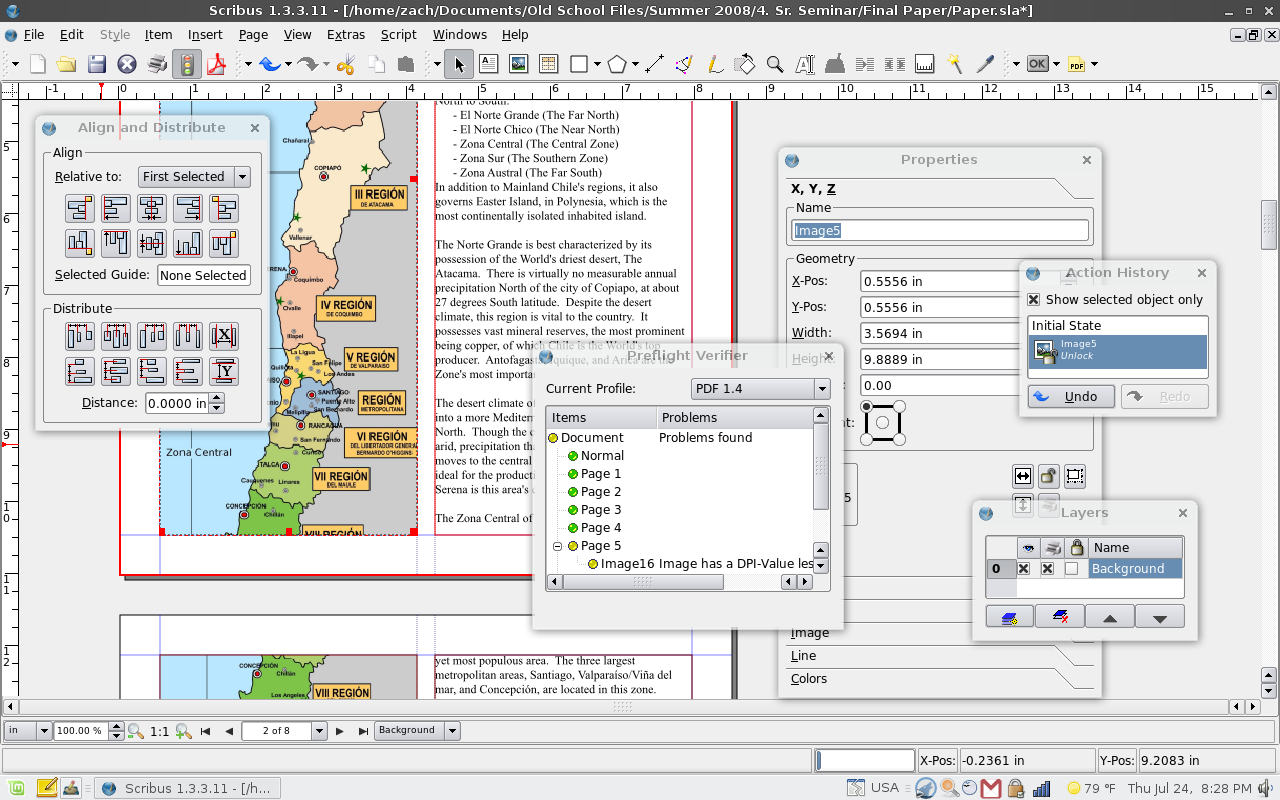
برنامج Scribus المجاني للنشر المكتبي

النشر المكتبي (بالإنجليزية: Desktop publishing أو DTP)‏ يعبر عن مجموعة من الحواسب الشخصية، وبرنامج لضبط تخطيط الصفحة، وطابعة لطباعة منشورات في نطاق عمل صغير. فالمستخدم يقوم بعمل تخطيط للصفحة وإضافة النص لها مع الصور والعناصر المرئية الأخرى باستخدام برامج النشر المكتبي مثل QuarkXPress، وأدوبي إنديزاين، وسكريبوس المجاني، ومايكروسوفت بوبليشر، وApple Pages.
بالنسبة للأعمال الصغيرة قد يتم طباعة نسخ محدودة من المطبوعات أو المنشورات على طابعة محلية. أو يتم إرسال ملف طباعة للمصنّع من أجل الطباعة بأعداد كبيرة للأعمال الضخمة. كما يمكن رفع الملفات للجمهور على الإنترنت بدلاً من طباعتها غالباً بصيغة نسق المستندات المنقولة.
بدأ النشر المكتبي في عام 1985 بدخول برنامج PageMaker من شركة Aldus (أدوبي سيستمز حالياً) وطابعة LaserWriter من شركة أبل.
يعود اسم النشر المكتبي نفسه إلى بول براينيرد مؤسس شركة Aldus، والذي كان يبحث عن جملة تسويقية ليصف بها الحجم الصغير والقدرات الكبيرة لهذه الحزمة من المنتجات مقابل المعدات التجارية الغالية للتنضيد التصويري (بالإنجليزية: phototypesetting)‏ الذي كان معروفاً حينها.

## برامج النشر المكتبي
- أدوبي إنديزاين
- مايكروسوفت بوبليشر
- أوبن أوفيس.أورج
- كوريل درو
- Adobe FrameMaker
- Adobe PageMaker
- QuarkXPress